# Manuel Fernandes Ramos
O português Manuel Fernandes Ramos (1540 - 1589)[carece de fontes?] Nasceu em Moura, Coimbra em Portugal. Participando de expedições na América meridional em torno da Vila de São Vicente. Em 1560 participa de uma expedição chefiada por Mem de Sá, a atribuição do inicio de Parnaíba. Dessa expedição ele descobre os caminhos a oeste numa das margens da cachoeira que os indígenas denominavam de Parnaíba. Aforou aquelas terras e solicitou sesmaria. Foi escrivão da Câmara de Piratininga (atual São Paulo, Brasil) em 1564. Teve uma fazenda no atual bairro do Ibirapuera (São Paulo). Foi juiz ordinário, almotacel, ouvidor eclesiástico e vereador entre 1575 e 1589. Faleceu nos últimos meses de 1589, antes de receber a sesmaria. Em 8 de Dezembro de 1579, foi intimado a não ir ao sertão sob pena de seis mil réis de multa, mas foi um equivoco pois a ordem era para um homônimo seu. Com seus filhos divulgados como os Fernandes povoadores pois Domingos Fernandes 1580-1652 e Baltasar Fernandes 1580-1667  são fundadores de vilas. Manuel Fernandes Ramos junto com sua mulher a mameluca Suzana Dias tiveram 17 filhos.